# Sunshine 60
Le Sunshine 60 (サンシャイン60, Sanshain rokujū) est un gratte-ciel du quartier Ikebukuro à Tokyo, qui mesure 239,7 m pour 60 étages.
Lors de sa construction en 1978, le bâtiment était le plus haut gratte-ciel d'Asie. En 1985, il a été dépassé par DLI 63 Building à Séoul. Le bâtiment a continué à être le plus haut gratte-ciel du Japon jusqu'à 1991, quand il a été dépassé par le siège du gouvernement métropolitain de Tokyo.
Le fondement du bâtiment est du béton armé. Il a été construit à l'emplacement de la prison de Sugamo et tout ce qui reste de la prison est une plaque où est gravé en japonais « Prions pour la paix éternelle ».
L'architecte est la société Mitsubishi Estate Co..